# Raquel Nobre Guerra
Raquel Nobre Guerra (Lisboa, 1979) é uma poeta e escritora portuguesa. 

## Biografia
Nascida em Lisboa, licenciada em filosofia na Universidade Católica Portuguesa, mestre em Estética e Filosofia da Arte frequentou o Doutoramento mas não conclui a tese em Literatura Portuguesa, ambos pela Faculdade de Letras da Universidade de Lisboa, publicou o primeiro livro de poesia em 2012.
Em 2017 foi-lhe atribuída, pela Direção-Geral do Livro, Arquivos e Bibliotecas uma bolsa de criação literária, no âmbito da poesia.

## Obra
- 2012 - "Groto sato", ISBN 978-972-8481-31-5 [6]
- 2013 - "Saudação a Álvaro de Campos"
- 2013 - "Quarto 28: SMS de amor e ódio"
- 2016 - "Senhor Roubado", ISBN 978-989-9933-59-0 [7]

## Prémios
- 2013 - Prémio Primeira Obra do P.E.N. Clube Português com o livro "Groto sato" [8]
- 2013 - Prémios Novos CGD / Culturgest [9]
- 2017 - Prêmio Oceanos - Semi-finalista [10]